# Chishtian Mandi
Chishtian Mandi é uma cidade do Paquistão localizada na província de Punjab.